# Overtown (Miami)
Overtown – dzielnica miasta Miami, na Florydzie w Stanach Zjednoczonych. Położona na północny zachód od Downtown.

## Geografia
Leży na współrzędnych geograficznych 25°47′14,921″N 80°12′02,318″W/25,787478 -80,200644.